# Igreja Matriz de Alcoutim
A Igreja Matriz de Alcoutim, igualmente conhecida como Igreja Matriz do Salvador de Alcoutim, Igreja Paroquial de Alcoutim ou Igreja do Divino Salvador, é um edifício religioso que serve a vila de Alcoutim, na atual freguesia de Alcoutim e Pereiro, no Município de Alcoutim, no Distrito de Faro, em Portugal.

## Caracterização
Edificada durante o século XIV, esta igreja distingue-se como um dos principais exemplos das influências do Primeiro Renascimento, sendo a única construção com este estilo no concelho.

## Galeria
- Porta Renascentista
- Altar Lateral
- Altar-mor
- Altar Lateral
- Capela do Santíssimo